# Chronovisor
Beim Chronovisor handelte es sich um eine angeblich existierende Zeitmaschine. Der Begriff geht auf François Brune zurück, Autor mehrerer Bücher paranormalen und religiösen Inhalts. In seinem Buch Le nouveau mystère du Vatican behauptete er, das Gerät sei unter Leitung des italienischen Priesters und Wissenschaftlers Pater Pellegrino Maria Ernetti (1925–1994) entwickelt worden. Der angebliche Bau der Zeitmaschine konnte nie bestätigt werden.

## Geschichte
Ernetti soll François Brune, selbst römisch-katholischer Priester, erzählt haben, er habe die Zeitmaschine in einem Team mit zwölf berühmten Wissenschaftlern entwickelt, zu denen unter anderem Enrico Fermi und Wernher von Braun zählten. Der „Chronovisor“ wurde als lange Vitrine mit einem üblichen CRT-Bildschirm beschrieben, auf welchem vergangene Ereignisse betrachtet werden konnten. Mit einer Reihe von Knöpfen, Schaltern und anderen Steuerungseinheiten konnten angeblich die Zeit und der Ort gewählt werden, die betrachtet werden sollten. Des Weiteren konnten laut Ernetti Personen fokussiert und über längere Zeit beobachtet werden. Weiter soll Brune erklärt worden sein, das Gerät habe durch Empfangen, Entschlüsseln und Reproduzieren der von vergangenen Ereignissen hinterlassenen elektromagnetischen Wellen funktioniert, das Auflesen von Schallwellen sei ebenfalls möglich gewesen.

### Fälschung von Beweisen
Ernetti fehlte offenbar jeglicher Beweis für diese Behauptungen. Er soll laut Brune ausgesagt haben, nebst verschiedenen anderen historischen Ereignissen die Kreuzigung Jesu Christi gesehen und fotografiert zu haben. Das Foto erschien am 2. Mai 1972 in einer Ausgabe der italienischen Zeitschrift La Domenica del Corriere. Es stellte sich jedoch heraus, dass das Foto ein von Lorenzo Coullaut Valera geschnitztes Kruzifix im Santuario dell’Amore Misericordioso di Collevalenza in Todi zeigte. Die Autoren Axel Ertelt und Wilfried Stevens haben in ihrem Buch "Portale und Teleportation" die möglichen Zusammenhänge zum Thema Chronovisor in zwei Kapiteln untersucht. Auch sie fanden bei ihren Recherchen keinerlei Beweise für solch ein Gerät.
Ernetti gab weiterhin an, er habe im Rom des Jahres 169 v. Chr. einer Aufführung der verlorengegangenen Tragödie Thyestes von Quintus Ennius beigewohnt. Katherine Owen Eldred von der Princeton University gab an, sie habe Anhaltspunkte dafür gefunden, dass Ernettis angebliche Mitschrift eine Fälschung sei und von ihm selbst geschrieben wurde. Nach einer anonymen Aussage aus der Familie habe Ernetti kurz vor seinem Tod zugegeben, das Drama selbst geschrieben zu haben und dass das Bild Jesu Christi eine Fälschung gewesen sei. Im selben Atemzug betonte Ernetti jedoch auch, dass die Maschine trotzdem existiere und funktioniere.

## Bezüge
Ein Gerät, mit dem man in die Vergangenheit schauen kann, ist seit dem Ende des 19. Jahrhunderts ein beliebtes Motiv in der Science Fiction. In Isaac Asimovs gleichnamiger Kurzgeschichte aus dem Jahr 1956 wird dieses Gerät Chronoskop genannt. In Around A Distant Star von Jean Delaire aus dem Jahr 1904 beobachten zwei Raumfahrer die Kreuzigung Christi mit einem als Zeitmaschine fungierenden Superteleskop aus der Ferne.